# ドゥプニツァ
座標: 北緯42度16分 東経23度7分 / 北緯42.267度 東経23.117度

ドゥプニツァ
Дупница

ドゥプニツァ ブルガリア内のドゥプニツァの位置

ドゥプニツァ（ブルガリア語:Ду̀пница）はブルガリア西部の町、およびそれを中心とした基礎自治体。キュステンディル州に属する。ソフィアから南に65キロメートルにある。
町には古代より人が居住していた。町はトビニツァ（Тобиница / Tobinitsa）、ドゥプラ（Доупла / Doupla）、ドゥプニツァ（Дъбница / Dabnitsa）といった名前で記録されており、ドゥプニツァの呼称はブルガリア解放まで残っていた。このときに町の名前は公式にドゥプニツァ（Дупница / Dupnitsa）に変更された。1948年、町はスタンケ・ディミトロフ（Станке Димитров / Stanke Dimitrov）に変更された。1949年の一時期、町はマレク（Марек / Marek）の名で呼ばれたが、1950年に再度スタンケ・ディミトロフに改称された。1989年の民主化以降、かつての呼称ドゥプニツァが復活した。

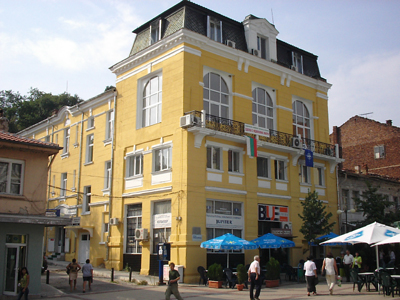
ドゥプニツァの町の中心
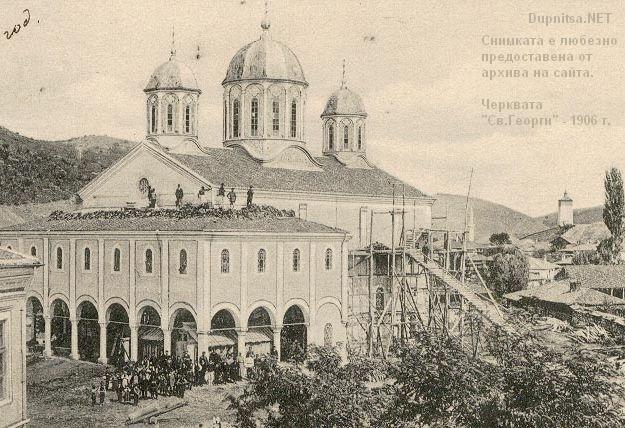
聖ゲオルギ聖堂建設の様子

## 町村
ドゥプニツァ基礎自治体（Община Дупница）には、その中心であるドゥプニツァをはじめ、以下の町村（集落）が存在している。
- Баланово
- Бистрица
- Блатино
- Грамаде
- Делян
- Джерман
- Дупница
- Дяково
- Крайни дол

- Крайници
- Кременик
- Палатово
- Пиперево
- Самораново
- Тополница
- Червен брег
- Яхиново

## 姉妹都市
- ブリャンスク、ロシア
- ルチェーラ、イタリア